# Рогозна (приток Сейма)
Рогозна — река в Октябрьском районе Курской области России, правый приток реки Сейм.
Длина реки — 25 км, площадь бассейна — 225 км². Исток у села Позднякова. Течёт в основном на юго-юго-восток, в нижней части отклоняется на юго-запад. Впадает в Сейм по правому берегу в 534 км от его устья. Основной приток — ручей Рогозна (левый).
В среднем течении имеется пруд площадью 1,09 км² и объёмом 2990 тыс. м³.
Название реки, очевидно, восходит к преобладавшему прибрежному растению «рогоз».
Населённые пункты на реке (от истока к устью): Позднякова, Никольское, Якшина, Провоторова, Стоянова, Быканово, Дюмина, Нижняя Мазнева, Рожкова, Пыжова, Перькова, Волобуево, Большое Умрихино, 2-я Малая Долженкова, Верхняя Горбулина, Нижняя Горбулина, Большое Долженково, Авдеева.